# آلبوم غافل‌گیرانه
آلبوم غافل‌گیرانه یا انتشار غافل‌گیرانه، به پخش آلبوم یا تک‌آهنگ با مقدار کم یا هیچ اعلامیه، بازاریابی یا تبلیغات پیشین اشاره دارد. این راهبرد در تضاد با انتشار آلبوم‌های مرسوم است که معمولاً شامل هفته‌ها یا ماه‌ها تبلیغات به‌شکل پخش تک‌آهنگ، موزیک ویدئو، اعلامیه برگزاری تور و پیش‌فروش آلبوم است. این راهبرد به‌دلیل لیک (فاش‌شدن) آلبوم در اینترنت طی دههٔ ۲۰۰۰ به وجود آمد و در میانهٔ دهه ۲۰۱۰ محبوب شد.

## تاریخچه
آلبوم استودیویی اسباب‌بازی اثر موسیقی‌دان انگلیسی دیوید بویی که در نظر بود در مارس ۲۰۰۱ منتشر شود، ابتدا با هدف ضبط و انتشار در کوتاه‌ترین زمان ممکن شکل گرفت و از چرخه‌های تبلیغاتی مرسوم صرف نظر شده بود. در حالی که این آلبوم سرانجام کنار گذاشته شد، تا سال ۲۰۲۱ انتشار رسمی آن مشاهده نشد. این مفهوم از سوی تحلیل‌گران به عنوان پیش‌درآمد اولیه برای مدل آلبوم غافلگیرکننده در نظر گرفته شد.

## آلبوم‌های غافل‌گیرانه برجسته
در زیر فهرستی غیر کامل از آلبوم‌های غافل‌گیرانه به ترتیب زمانی آورده شده است.
- ریدیوهد - در رنگین‌کمان‌ها (۲۰۰۷)[۳][۱][۴]
- بیانسه - بیانسه (۲۰۱۳)[۴][۵]
- یوتو - ترانه‌های بی‌گناهی (۲۰۱۴)[۴][۵]
- مایلی سایرس - مایلی سایرس و حیوانات خانگی مرده‌اش (۲۰۱۵)[۶][۷]
- بیانسه - لیموناد (۲۰۱۶)[۱][۵]
- د کارترز - همه چیز عشق است (۲۰۱۸)
- امینم - کامی‌کازه (۲۰۱۸)[۸][۹][۱۰]
- امینم - موسیقی‌ای که توسطش به قتل برسید (۲۰۲۰)[۱۱]
- تیلور سوئیفت - فولکلور و همیشگی (۲۰۲۰)[۱۲][۱۳][۱۴][۱۵]